# Tibeti makákó
A tibeti makákó (Macaca thibetana) a cerkóffélék családjába tartozó, Kelet-Ázsiában honos majomfaj.

## Megjelenése
A tibeti makákó a makákók közül a legnagyobb és az ázsiai majmok között is a legtermetesebbek közé tartozik. A hímek nagyobbak a nőstényeknél: testhosszuk 61–71 cm, farokhosszuk 8–14 cm, súlyuk 14–18 kg közötti. A nőstények testhossza 51–63 cm, farkuk hossza 4–8 cm, súlyuk 9–13 kg között mozog. A faj jellegzetessége rövid, csökevényes farka. Bundája a hátán barna (világosabb sárgásbarna vagy sötét feketésbarna színváltozatok is ismertek), hasán sárgásbarna-szürke. Arcát jól fejlett, halványbarna-szürke szakáll és pofaszakáll keretezi. Arca szőrtelen, színe a hímek esetében halványrózsaszín vagy szürkés, a nőstényeknél élénkebb vörös (különösen a szemek körül). Bundája hosszú és sűrű, segít átvészelni a hegyvidékek hideg időszakait. A többi makákóhoz hasonlóan táplálékát pofazacskóiba gyűjti. A kölykök szőrzete ezüstszürke, amely idővel megsötétedik. 

## Elterjedése
Kelet-Ázsiában honos Kína középső-keleti részein (Fucsien, Kuangtung, Kuanghszi, Kujcsou, Senhszi, Szecsuan, Tibet és Jünnan tartományokban) és Északkelet-Indiában (Arunácsal Prades, Asszám and Meghálaja államokban).
A 800-2500 méter magasan fekvő szubtrópusi, lombhullató és nem-tűlevelű örökzöld hegyi erdők lakója.

## Életmódja
Több nőstényből és hímből álló csoportokban élnek. A nőstények abban a csoportban maradnak, ahol születtek, míg a hímek a serdülőkor befejeztével (kb. nyolc évesen) új csapatot keresnek. A csapaton belül hierarchia uralkodik; a magasabb rangú majmok  előbb jutnak táplálékhoz, illetve a hímek szexuális partnerhez. A csoport élén egy fiatal (8-9 éves) és erős alfahím áll, amelyet ahogyan idősödik és gyengül, a többi hím egyre többször próbál letaszítani a helyéről. A megfigyelések szerint az alfahím átlagosan egy évig tudja megtartani a helyét. A harcok kisebb-nagyobb sérülésekkel, néha halállal is járhatnak. Amikor a csapat túl népessé (40-50 fő) válik, a majmok egy része (hímek, nőstények, kölykök vegyesen, főleg az alacsonyabb rangúak) különválik és új csoportot alakít.
A nőstények ötéves korukban válnak ivaréretté. Hat hónapos vemhesség után egy kölyök jön a világra, többnyire januárban vagy februárban. Egy éves korukig szopnak, esetleg tovább is ha anyjuk nem lett újból vemhes. Bizonyos mértékig a hímek is segítenek az utódok nevelésében, még a velük nem rokon kölykök esetében is.
A tibeti makákók nappal aktívak. Idejük nagy részében a talajon keresgélnek a táplálék után. Étrendjükön gyümölcsök, levelek, bambuszrügyek; kisebb mértékben virágok, magvak, gyökerek, rovarok szerepelnek. Az éjszakát szívesen töltik barlangokban.

## Környezetvédelmi helyzete
A tibeti makákó a Természetvédelmi Világszövetség Vörös listáján mérsékelten fenyegetett státusszal szerepel. Létszáma az erdőirtás, környezetszennyezés és a vadorzók miatt csökkenőben van, de még mindig nagy területen elterjedt és sokhelyütt gyakori faj. Szerepel a washingtoni egyezmény (CITES) II. függelékében, vagyis kereskedelme korlátozott. Kínában több mint 60 természetvédelmi területen is megtalálható, így léte nem veszélyeztetett.

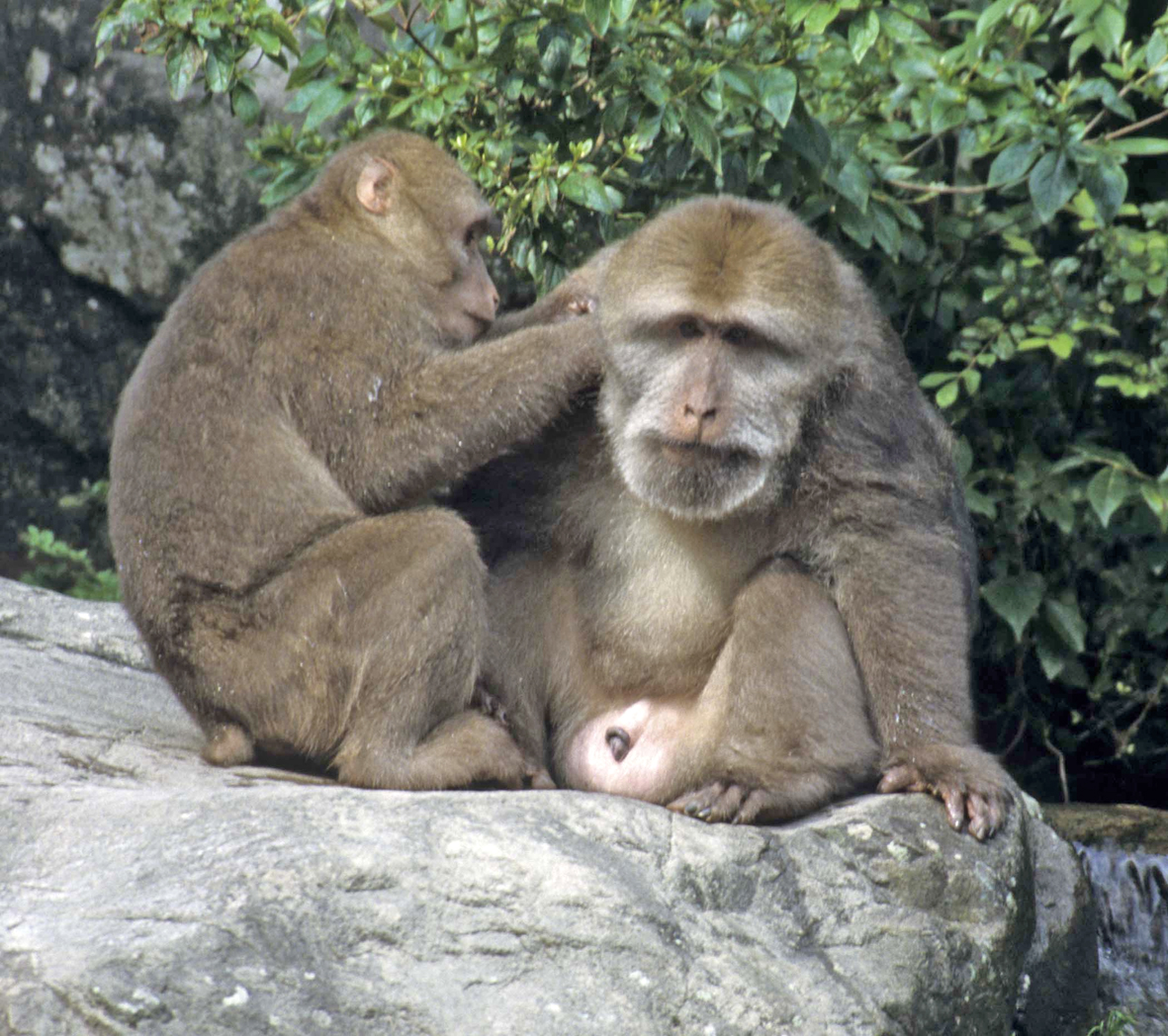
Kurkászó makákók
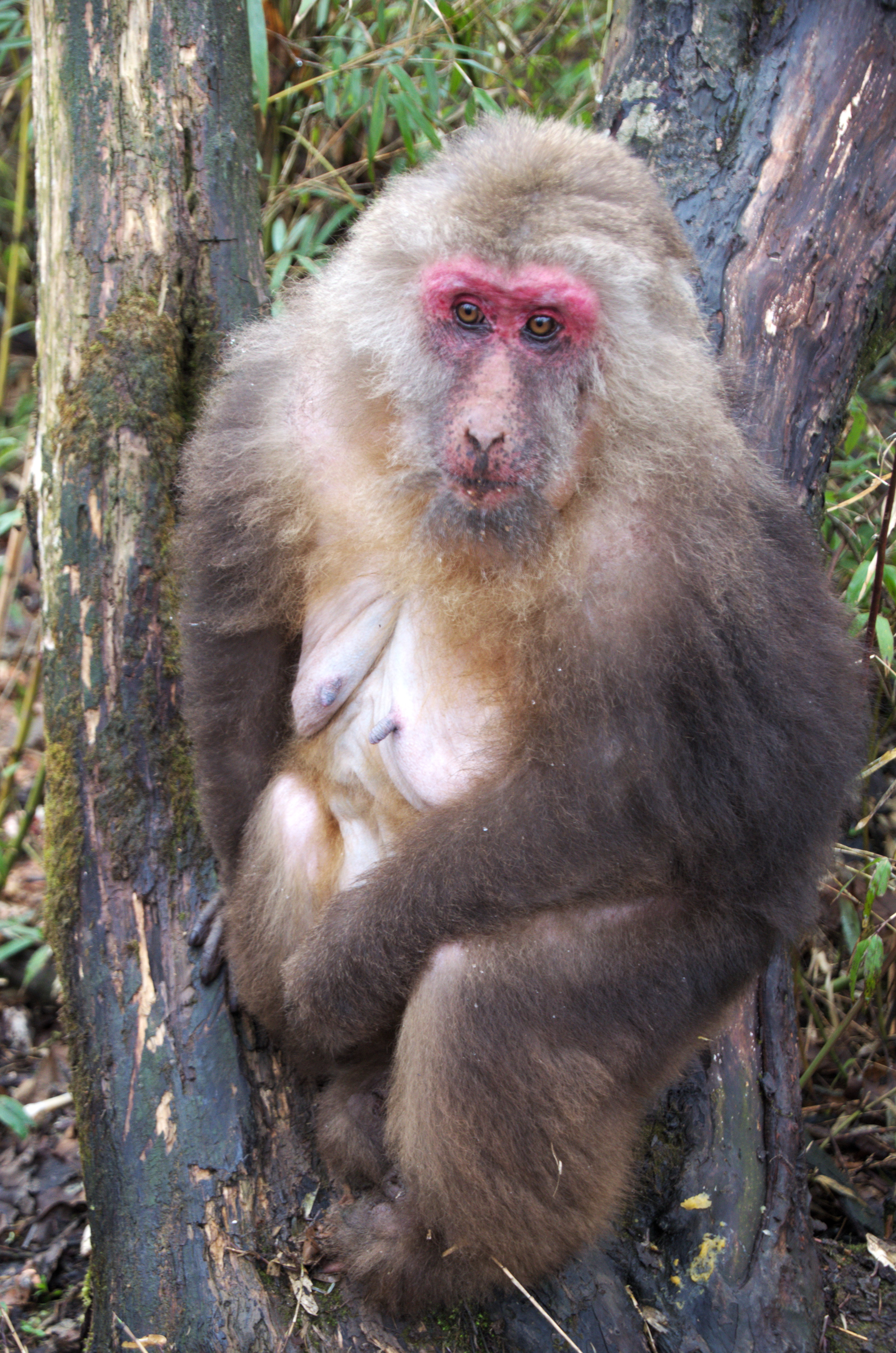
Nőstény példány
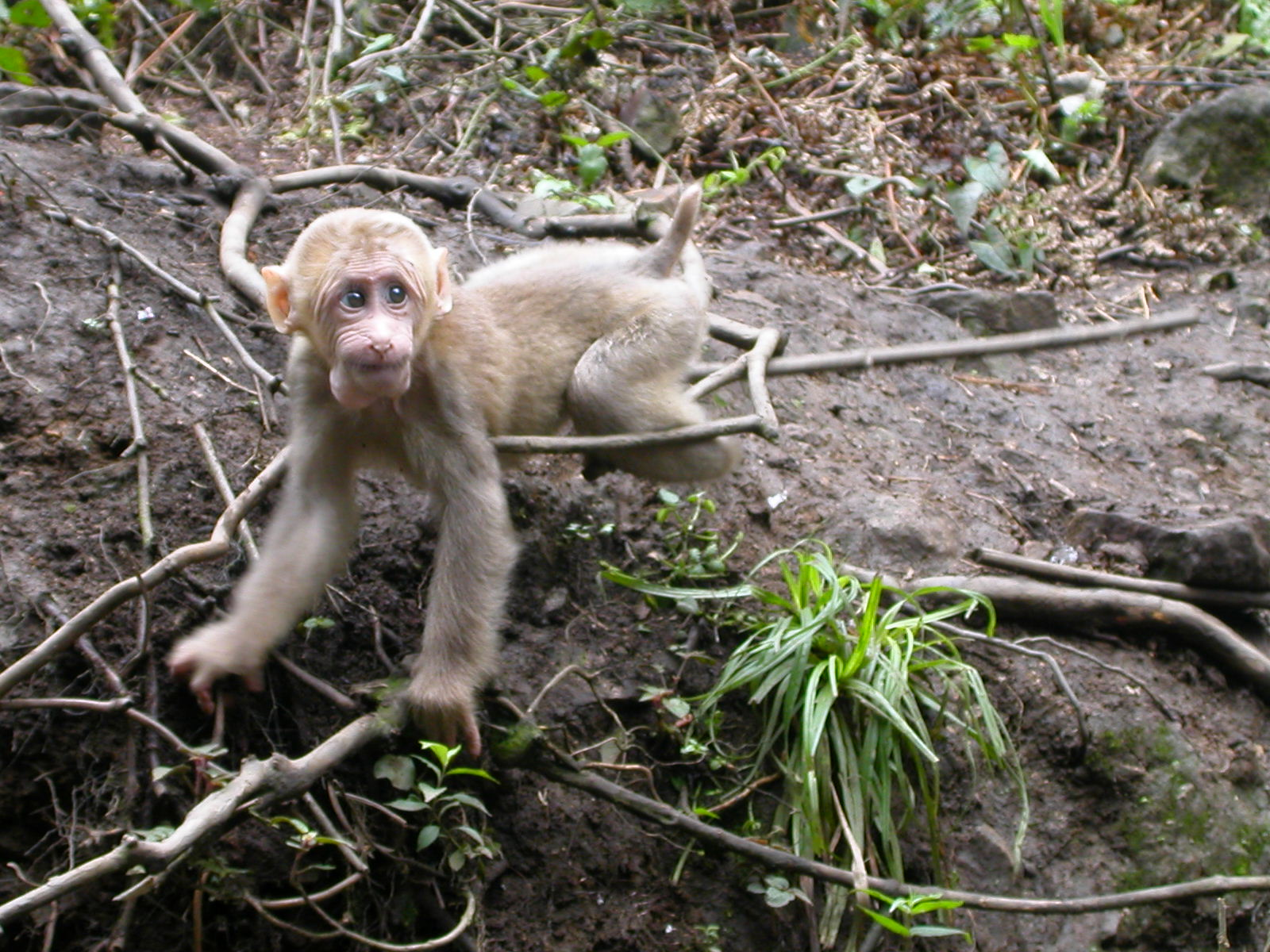
Makákókölyök
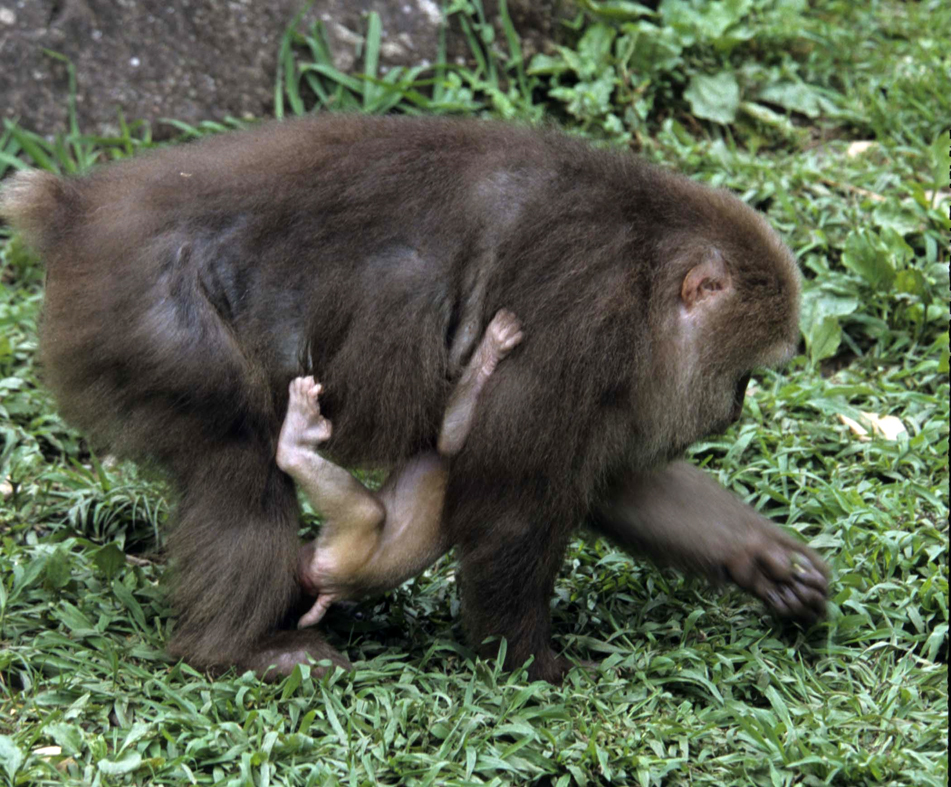
Anyamajom a kölykével